# 아르장탕
아르장탕은 2개의 프랑스 캉통의 청사가 위치한 곳이자 프랑스의 소도시로, 노르망디 오른주에 있다. 렌으로부터는 북동쪽으로 180 km (110 mi) 떨어진 곳에, 몽생미셸섬으로부터는 동북쪽으로 131 km (81 mi) 떨어진 곳에, 셸부르로부터는 동남쪽으로 188 km (117 mi) 떨어진 곳에, 캉으로부터는 남쪽으로 58 km (36 mi) 곳에, 루앙으로부터는 남서쪽으로 133 km (83 mi) 떨어진 곳에, 마지막으로 르망으로부터는 북쪽으로 100 km (62 mi) 떨어져 있는 곳에 위치해 있었다. 이에 따라 백년 전쟁 때나 오버로드 작전 당시 요충지로써 주목받기도 했다.

## 역사

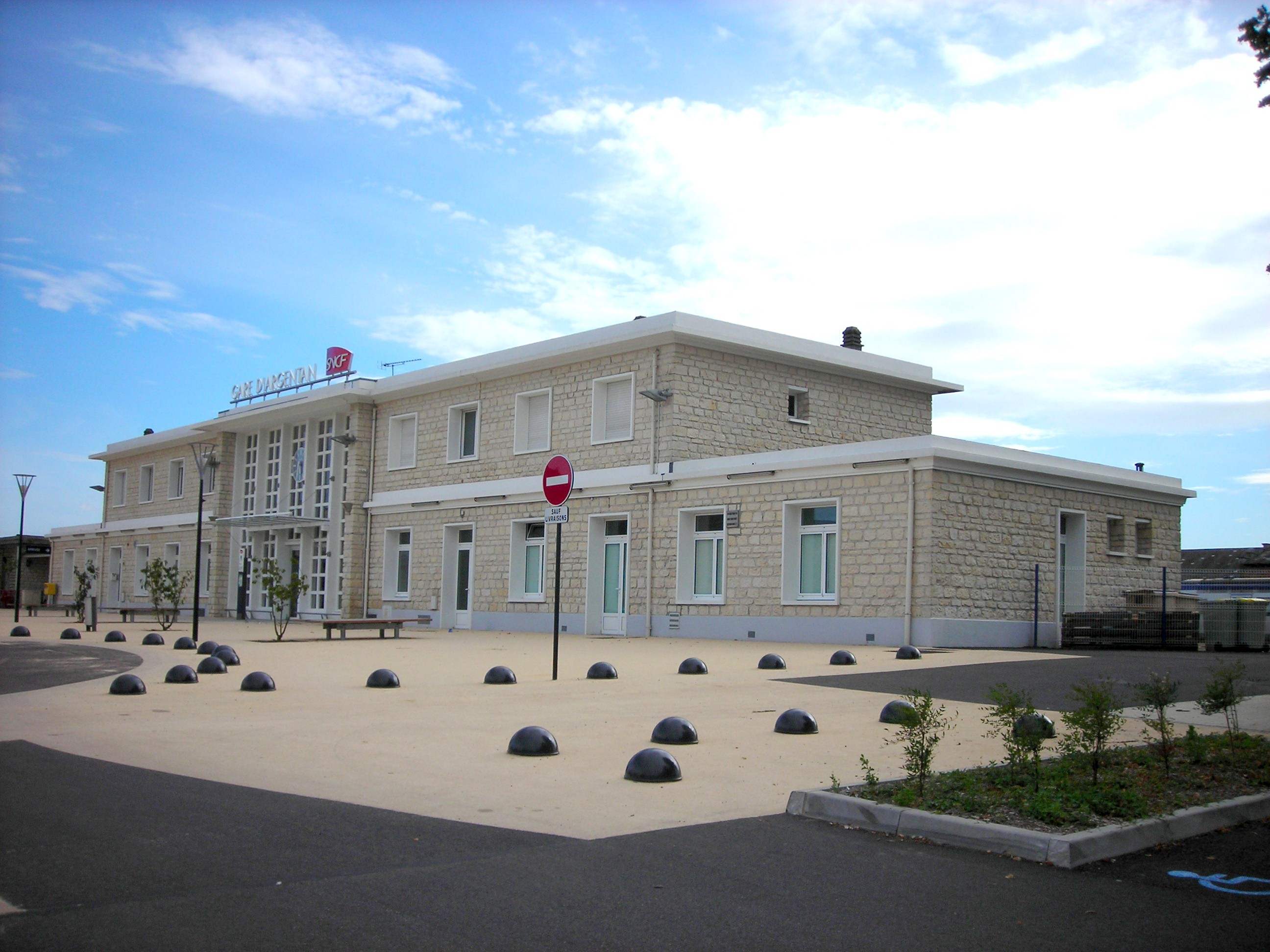
SNCF 기차역

아르장탕은 오른 강 근처에 위치하고 있다. 갈리아 로마 기간 동안에는 이 지역에 인구가 많았으나, 1025년부터 약 1년간은 마을이 언급되지 않고 있다. 지명은 갈리아어로 은을 뜻하는 아르장토와 시장을 뜻하는 마고에서 왔다. 마을은 중세 시대에 그 중요성이 두드러지기 시작했다. 북프랑스 해안에서 바이킹의 침공이 있은 후 네우스트리아 북서쪽 지역은 노르망디라 불리게 된다. 바이킹 대장인 롤로는 이 마을에 그의 부하 한 명을 데리고 떠난다. 이후 이 지역은 영국에 의해 여러 번 점령되었다. 대표적인 때가 백년 전쟁 때였다.
루이 14세의 통치기간 동안 장바티스트 콜베르는 레이스 생산의 경제적 경쟁에서 아르장탕에 대항해 알랑송을 레이스 생산지로 선정했다. 이에 따라 아르장탕 땜질과 알랑송 땜질이라는 명칭이 생겨났다. 아르장탕은 전통 산업의 중심지로 성장했으며 생마틴 및 생게르마인이라는 2개의 교회와 베네딕도회 건물이 들어서면서 종교적 중요성도 얻게 되었다. 몇몇 맨션도 이 시기에 지어졌다.
근현대에도 도시의 중요성은 여전했다. 제1차 세계 대전 당시 프랑스 제104보병연대와 제14보병연대가 아르장탕에 주둔하고 있었고, 이 부대는 1916년 베르됭 전투에 참가했다.

## 인구
| 연도 | 인구   | ±%     |
| ---- | ------ | ------ |
| 1793 | 5,598  | —      |
| 1800 | 5,618  | +0.4%  |
| 1806 | 6,013  | +7.0%  |
| 1821 | 5,457  | −9.2%  |
| 1836 | 5,772  | +5.8%  |
| 1841 | 5,611  | −2.8%  |
| 1846 | 5,634  | +0.4%  |
| 1851 | 5,673  | +0.7%  |
| 1856 | 5,833  | +2.8%  |
| 1861 | 5,638  | −3.3%  |
| 1866 | 5,401  | −4.2%  |
| 1872 | 5,725  | +6.0%  |
| 1876 | 5,788  | +1.1%  |
| 1881 | 6,300  | +8.8%  |
| 1886 | 6,285  | −0.2%  |
| 1891 | 6,247  | −0.6%  |
| 1896 | 6,309  | +1.0%  |
| 1901 | 6,291  | −0.3%  |
| 1906 | 6,387  | +1.5%  |
| 1911 | 6,870  | +7.6%  |
| 1921 | 6,753  | −1.7%  |
| 1926 | 7,129  | +5.6%  |
| 1931 | 7,038  | −1.3%  |
| 1936 | 7,204  | +2.4%  |
| 1946 | 6,711  | −6.8%  |
| 1954 | 8,339  | +24.3% |
| 1962 | 12,757 | +53.0% |
| 1968 | 14,558 | +14.1% |
| 1975 | 16,774 | +15.2% |
| 1982 | 17,327 | +3.3%  |
| 1990 | 16,413 | −5.3%  |
| 1999 | 16,596 | +1.1%  |
| 2006 | 14,900 | −10.2% |
| 2008 | 14,439 | −3.1%  |
| 2012 | 14,219 | −1.5%  |